# Биценко, Анастасия Алексеевна
Анастаси́я Алексе́евна Бице́нко (урождённая Камеристая, также в различных источниках приводятся варианты Камеритая или Камеринская) (29 октября 1875, село Александровка, Екатеринославская губерния — 16 июня 1938) — деятельница революционного движения России, видная эсерка.

## Биография
Родилась в селе Александровка Бахмутского уезда Екатеринославской губернии в украинской крестьянской семье (в анкетах писала, что русская). В 1884 поступила и в 1892 окончила Первую Бахмутскую женскую гимназию. Училась на педагогических курсах Общества воспитательниц и учительниц в Москве. Замуж вышла за саратовского купца, впрочем, впоследствии оставленного.
В 1901 году была сослана в Саратов.
В 1902 году вступила в члены Партии социалистов-революционеров (ПСР), в рядах которой сделала карьеру: в 1902—1903 годах — член комитета ПСР в Смоленске, в 1903—1904 годах — в Санкт-Петербурге, в 1905 году — в Москве.
В 1905 году — член летучего отряда Боевой организации ПСР. 22 ноября в доме П. А. Столыпина застрелила генерал-адъютанта В. В. Сахарова, усмирявшего аграрные беспорядки в Саратовской губернии.

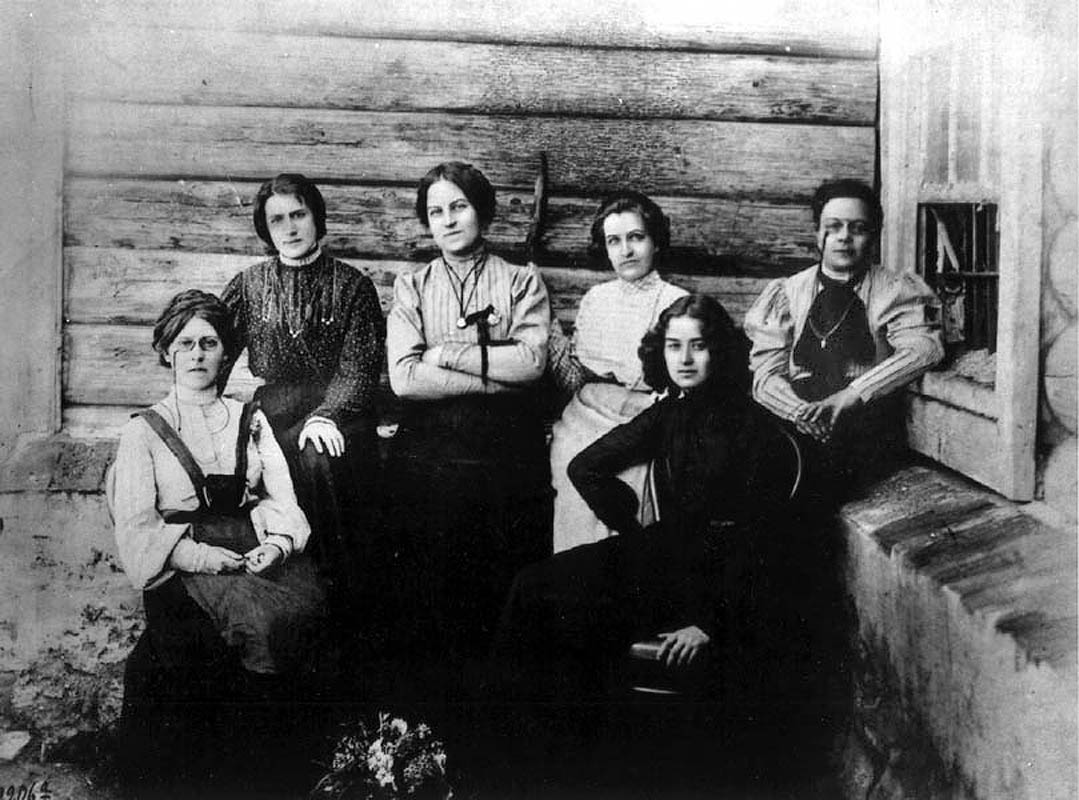
Мария Спиридонова, Мария Школьник, Анастасия Биценко, Александра Измайлович, Ревекка Фиалка и Лидия Езерская в сибирской тюрьме.

3 марта 1906 года судом приговорена к смертной казни, заменённой бессрочной каторгой. Отбывала на Нерчинской женской каторге.
В марте 1917 года освобождена в результате Февральской революции, после освобождения возглавляла просветительскую комиссию в Читинском Совете рабочих и солдатских депутатов. В мае — июне делегат 3-го съезда эсеров от Забайкальской области, была избрана в президиум съезда, выдвигалась в ЦК, но взяла самоотвод (не мотивируя). Примыкала к эсерам-интернационалистам. В дни Октябрьских событий в Москве в составе районного Военно-революционного комитета действовала на улицах города.
В ноябре после раскола ПСР на Учредительном съезде избрана членом ЦК Партии левых социалистов-революционеров (ПЛСР). Состояла членом редакционного комитета журнала «Наш Путь» (печатного органа левых эсеров). Баллотировалась в члены Учредительного Собрания, но неудачно.

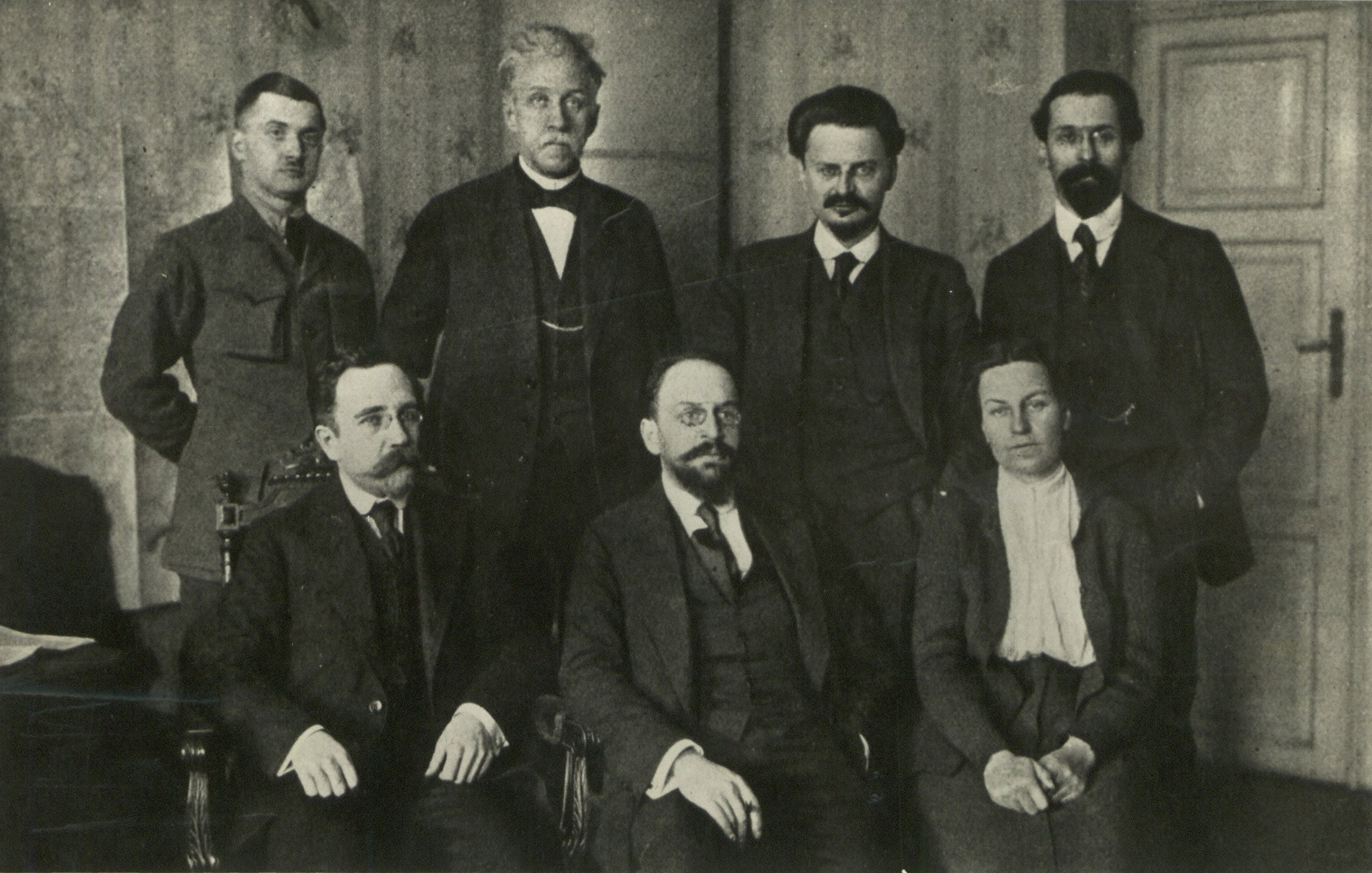
На переговорах в Брест-Литовске: Л. Б. Каменев, А. А. Иоффе, А. А. Биценко; 2-й ряд: В. В. Липский, П. Стучка, Л. Д. Троцкий, Л. М. Карахан.

С ноября 1917 по март 1918 член советской делегации на Брест-Литовских мирных переговорах, где оставила впечатление «молчаливой».
В 1918 году избиралась во ВЦИК. В марте — июне заместитель председателя Совнаркома Москвы и Московской области. Член президиума Московского Совета и исполнительного комитета Московского областного Совета. Сотрудничала в центральном печатном органе ПЛСР «Знамя Труда». Читала лекции в Школе пропагандистов при ЦК ПЛСР. В апреле на 2 съезде ПЛСР выступала за сотрудничество с большевиками.
В июле — делегат V Всероссийского съезда Советов. К известному выступлению левых эсеров 6 июля отнеслась отрицательно, вошла в группу противников борьбы с коммунистами, объединившуюся вокруг газеты «Воля Труда».
В сентябре на 1 съезде сторонников платформы «Воли Труда» избрана членом ЦК Партии революционного коммунизма, отколовшейся от ПЛСР.
В ноябре была принята в РКП(б) по рекомендации Я. М. Свердлова.

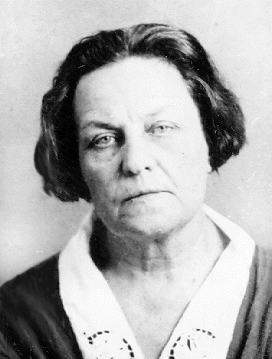
Анастасия Биценко в сталинcкой тюрьме, фото из следственного дела.

Во время процесса над правыми эсерами (8 июля — 7 августа 1922) защищала «группу эсеров, отошедших от партии и осудивших методы её борьбы».
Училась в Институте красной профессуры, впоследствии находилась на преподавательской, партийной и советской работе в Госземе.
Во время сталинских репрессий была исключена из партии, уволена с работы в институте, некоторое время работала пропагандисткой на швейной фабрике им. Лебедева. 8 февраля 1938 года арестована по обвинению в принадлежности к эсеровской террористической организации и 16 июня 1938 года приговорена Военной коллегией Верховного суда СССР к высшей мере наказания — расстрелу. Расстреляна на Коммунарке. В 1961 году реабилитирована (посмертно).